# Metrosideros tetragyna
Metrosideros tetragyna är en myrtenväxtart som beskrevs av J.W.Dawson. Metrosideros tetragyna ingår i släktet Metrosideros och familjen myrtenväxter. Inga underarter finns listade i Catalogue of Life.